# 桑氏擬雀鯛
桑氏擬雀鯛，為鱸形目鱸亞目擬雀鯛科的其中一種，為熱帶海水魚，分布於西印度洋亞丁灣及紅海東南部海域，深度2-10公尺，本魚體延長而側扁，最大特徵為頭部及身體顏色黑白相間，體長可達7公分，棲息在岩礁或珊瑚礁區的洞穴中，具有領域性，屬肉食性，生活習性不明，可做為觀賞魚。

## 擴展閱讀
維基物種上的相關：桑氏擬雀鯛